# Ternstroemia crassifolia
Ternstroemia crassifolia är en tvåhjärtbladig växtart som beskrevs av George Bentham. Ternstroemia crassifolia ingår i släktet Ternstroemia och familjen Pentaphylacaceae. Inga underarter finns listade i Catalogue of Life.